# Priest of Love
Priest of Love è un film biografico britannico su David Herbert Lawrence e sua moglie Frieda (nata Von Richthofen) interpretati da Ian McKellen e Janet Suzman. Presentata da Stanley J. Seeger, la pellicola è stata prodotta e diretta da Christopher Miles. La sceneggiatura è di Alan Plater dalla biografia The Priest of Love di Harry T. Moore.

## Distribuzione
Il film è stato distribuito per la prima volta da Filmways a New York l'11 ottobre 1981 e poi da Enterprise Pictures Ltd a Londra con una Royal Premiere il 18 febbraio 1982.

### 1985 La nuova versione
Una nuova versione del film è stata presentata dal regista nel 1985 in occasione del centenario della nascita di DH Lawrence, con successo di pubblico e di critica. Tutte le copie della versione originale del 1981 sono state ritirate.
Le due ragioni principali per il re-taglio erano che Miles e Seeger si resero presto conto che, sebbene il film fosse andato abbastanza bene, tuttavia a 125 minuti aveva bisogno di essere accorciato, e c'erano anche lamentele riguardo alla colonna sonora di Shepperton, che necessitava di essere rielaborata.